# MNC Corporation
MNC Corporation, anciennement Bhakti Investama, utilisant aussi les dénominations MNC Group ou PT MNC Investama, est un conglomérat multinational indonésien spécialisé dans les médias, les finances, la propriété, les ressources naturelles et les transports, basé à Jakarta, en Indonésie. Elle a été créée le 2 novembre 1989 en tant que société de sécurité financière. Elle détient une participation majoritaire dans plusieurs sociétés indonésiennes dont Global Mediacom (anciennement Bimantara Citra), MNC Financial Services (anciennement Bhakti Kapital Indonesia) et MNC Land (anciennement Kridaperdana Indahgraha et Global Land Development). 

## Histoire
MNC Investama a été créée à Surabaya le 2 novembre 1989 par Hary Tanoesoedibjo en tant que Bhakti Investments. La société se concentre initialement uniquement sur les activités liées au marché des capitaux. Son siège social déménage à Jakarta en 1990 ce qui offre de nouvelles opportunités de développement en phase avec l'évolution du marché des capitaux. 
En 1994, la société élargit son domaine d’activité au négoce et au courtage de valeurs mobilières, au conseil en investissement, à la syndication, aux recherches,mais aussi aux fusions et acquisitions puis aux produits mutuels. La confiance manifestée par les clients a convaincu la société d’inscrire ses actions à la bourse de Jakarta et à la bourse de Surabaya (qui fait désormais partie de la bourse indonésienne) par le biais d’un premier appel public à l’épargne en 1997. 
Sous la direction du fondateur et président du groupe MNC, Hary Tanoesoedibjo, la société se concentre actuellement sur trois investissements stratégiques, à savoir les médias, les services financiers, l'immobilier, ainsi que dans une autre activité complémentaire étroitement liée à son cœur de métier, l'investissement financier.

## Composition des actionnaires
La composition des actionnaires de MNC Corporation en décembre 2017 était la suivante: 
| Actionnaires                                         | Nombre de partages | Pourcentage (%) |
| ---------------------------------------------------- | ------------------ | --------------- |
| HT Investment Development Ltd                        | 13 199 078 138     | 27.88           |
| Smart Empire Group Ltd                               | 6.025.697.879      | 12,73           |
| PT Bhakti Panjiwira                                  | 5.113.807.112      | 10.80           |
| UOB Kay Hian (Hong Kong) Ltd                         | 2 842 553 000      | 6.00            |
| Conseil des commissaires et conseil d'administration |                    |                 |
| Hary Tanoesoedibjo (commissaire présidente)          | 2 158 525 300      | 4,56            |
| Liliana Taboesoedibjo (commissaire)                  | 90 762 000         | 0,19            |
| Angela Herliani Tanoesoedibjo (Commissaire)          | 52 360 600         | 0,11            |
| Darma Putra (présidente directrice)                  | 29 359 100         | 0,06            |
| Tien (directeur)                                     | 26 886 800         | 0,06            |
| Henry Suparman (Directeur)                           | 16 180 500         | 0,03            |
| Natalia Purnama (directrice)                         | 7 457 000          | 0,02            |
| Jiohan Sebastian (Directeur)                         | 1 000 000          | 0.00            |
| Valencia Herliani Tanoesoedibjo (Commissaire)        | 160 000            | 0.00            |
| Public (moins de 5% chacun)                          | 17 782 836 992     | 37,56           |
| Total partiel                                        | 47.346.664.121     | 100             |
| Actions du Trésor                                    | 710 386 246        |                 |
| Total                                                | 48 057 050 367     |                 |

## Organisation

### Médias

#### Global Mediacom (MCOM)
Contenu basé sur la publicité
- Media Nusantara Citra (MNC)
  - Rajawali Citra Televisi Indonesia (RCTI)
  - Global Informasi Bermutu (GTV)
  - Media Nusantara Citra Televisi (MNCTV)
  - Réseau MNC Televisi (iNews) 
    - Deli Media Televisi (DTV)
    - Global Telekomunikasi Terpadu (GTT)
    - Tivi Bursa Indonesia (TB)
    - Media Semesta Sumatera
    - Media Semesta Bangka
    - Media Semesta Lampung
    - Media Semesta Jakarta
    - Media Semesta Jabar
    - Media Semesta Matahari
    - Media Semesta Bali
    - Media Semesta Nusa
    - Media Semesta Kalimantan
    - Media Semesta Sulawesi
    - Media Semesta Makassar
    - Media Semesta Permata

  - Réseaux MNC (MNCN) 
    - Radio Trijaya Shakti (en) (RTS) 
      - Radio Prapanca Buana Suara (RPBS)
      - Radio Mancasuara (RM)
      - Radio Swara Caraka Ria (RSCR)
      - Radio Efkindo (RE)
      - Radio Tjakra Awigra (RCA)

    - Radio Suara Monalisa (RSM)
    - Mediawisata Sariasih (MS)
    - Radio Arief Rahman Hakim (RARH)
    - Radio Sabda Sosok Sohor (RSSS)

  - Media Nusantara Informasi (MNI) 
    - Media Nusantara Dinamis (MND)
    - Menado Nusantara Informasi (MENI)

  - MNI Global (MNIG)
  - Éditions MNI (MNIP) 
    - MNI Entertainment (MNIE)

  - MNC Studio International (MSI) 
    - Médiate Indonésie (MI)
    - MNC Pictures (MNCP)
    - Star Media Nusantara (SMN)
    - MNC Infotainment Indonesia
    - MNC Film Indonesia

  - MNC International Moyen-Orient Limitée (MIMEL) 
    - MNC International Limited (MIL)
    - MNC Pictures FZ LLC (MP)
    - MNC Okezone Networks
    - MNC Innoform Pte. Ltd (Innoform) 
      - MNC Innoform (Singapour) Pte. Ltd (Alliance)

  - Innoform Indonesia (MINNO)
  - MNC Lisensi Internasional (MLI)
  - MNC Media Investasi (MMI)
  - MNC Media Utama (MMU)
  - Koran Sindo (en) (Harian Seputar Indonesia), journal quotidien

Médias basés sur les abonnés
- Sky Vision Network (SVN)
  - MNC Sky Vision Tbk (MNCSV, anciennement Indovision) 
    - Media Citra Indostar (MC)
    - MNC News (en)

  - MNC Kabel Mediacom (MKM)
  - OTT MNC Indonésie (OTT)

Médias en ligne
- Global Mediacom International Ltd. (GMI)
  - MNC Media Investment Ltd (MMIL) 
    - Letang Game Ltd. (Letang)

Autres
- Infokom Elektrindo (Infokom) 
  - Telesindo Media Utama (TMU)
  - Sena Telenusa Utama (STU) 
    - Flash Mobile (FM)
- MNC GS Homeshopping (Boutique MNC)
- Universal Media Holding Corporation (Universal)
- MNC Digital Indonesia (MNCD)

### Services financiers

#### PT MNC Kapital Indonesia Tbk (MKAP)
- Banque MNC International Tbk (MNCBI)
- MNC Finance (MNCF)
- MNC Guna Usaha Indonesia (MNCGU)
- MNC Sekuritas (MNCS)
- MNC Asset Management (MNCAM)
- MNC Asuransi Indonesia (MNCAI)
- Assurance vie MNC (MNCL)

### Immobilier

#### MNC Land
- MNC Land Lido (LNP) 
  - MNC Wahana Wisata (MNC WW)
  - MNC Lido Resort (LGP)
  - Hôtel PT MNC Lido (LSP)
- Propriété PT GLD (GLDP) 
  - Nusadua Graha International (NGI)
  - Shorewood Holding Ltd. (Shorewood) 
    - SC Properties (SIN), Pte. Ltd (Propriétés SC)
- MNC Land Bali (BNR)
- Investasi Hasil Sejahtera (IHS)
- MNC Graha Surabaya (SCS)
- Global Jasa Sejahtera (GJS)
- MNC Graha Bali (IKG)
- Sentra Rasa Nusantara (SRN)

### Autres investissements
- Services de transport mondiaux (GTS)
- MNC Energi (MNCE) 
  - MNC Daya Indonesia (DAYA)
  - Investissement dans le charbon PT Nuansacipta (NCI) 
    - MNC Griya Prima (MNCGP)
    - Samarinda Properti Mandiri (SPM)
    - Aneka Griya Abadi (AGA)
    - Girya Usaha Permai (GUP)
- Bhakti Investama International Limited (BIILC)
- Bhakti Investama International Limited (BIILD)
- Ottawa Holding Pte. Ltd (OHP) 
  - Ottawa International Pte. Ltd (OIP)
- MNC Finansindo (Finansindo)
- Global Niaga Sentosa (GNS)

## Directeurs et commissaires

### Liste des administrateurs président
| Non. | Nom                | Début de mandat | Fin de mandat |
| ---- | ------------------ | --------------- | ------------- |
| 1    | Hary Tanoesoedibjo | 1989            | 2002          |
| 2    | Hary Djaja         | 2002            | 2009          |
| 3    | Hary Tanoesoedibjo | 2009            | 2016          |
| 4    | Darma Putra        | 2016            | présent       |

### Conseil d'administration
| Non. | Nom                    | Position                                            | À partir de              |
| ---- | ---------------------- | --------------------------------------------------- | ------------------------ |
| 1    | Darma Putra            | Directeur président                                 | 30 septembre 2016        |
| 2    | Susanty Tjandra Sanusi | Vice-président directeur Administrateur indépendant | 30 avril 2014 2 mai 2013 |
| 3    | Tien                   | Réalisateur                                         | 30 avril 2014            |
| 4    | Natalia Purnama        | Réalisateur                                         | 30 avril 2014            |
| 5    | Jiohan Sebastian       | Réalisateur                                         | 30 avril 2014            |
| 6    | Henry Suparman         | Réalisateur                                         | 30 avril 2014            |
| sept | Mashudi Hamka          | Réalisateur                                         | 27 juin 2018             |

### Conseil de commissaire
| Non. | Nom                       | Position                | À partir de       |
| 1    | Hary Tanoesoedibjo        | Président commissaire   | 30 septembre 2016 |
| 2    | Liliana Tanoesoedibjo     | le commissaire          | 19 juin 2009      |
| 3    | Angela H. Tanoesoedibjo   | le commissaire          | 30 septembre 2016 |
| 4    | Valencia H. Tanoesoedibjo | le commissaire          | 23 juin 2017      |
| 5    | Kardinal A. Karim         | Commissaire indépendant | 27 juillet 2015   |
| 6    | Ricky Herbert P. Sitohang | Commissaire indépendant | 27 juin 2018      |

## Identité visuelle

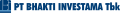
Logo Bhakti Investama (1989-2007)
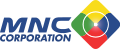
MNC Corporation Logo (2013-2014)
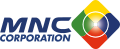
MNC Corporation Logo (2014-19 mai 2015)
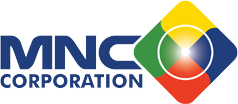
MNC Corporation Logo (20 mai 2015 - présent)